# Bilderbergconferentie 1964
De Bilderbergconferentie van 1964 werd gehouden van 20 tot en met 22 maart 1964 in Williamsburg (Virginia), Verenigde Staten.

## Agenda
The consequences for the Atlantic Alliance of: (De consequenties voor de Atlantische Alliantie van:)
- apparent changes in the Communist world: (Op handen zijnde veranderingen in de Communistische wereld:)
  - Soviet internal developments; (Sovjetontwikkelingen intern)
  - the Communist Bloc. (het Communistische Blok)
- possible changes in the attitude of the USSR to the West. (mogelijke veranderingen in de houding van de USSR ten opzichte van het Westen)
- recent developments within the Western world. (recente ontwikkelingen in de Westerse wereld)
  - political: (politiek)
    - how the Atlantic nations should organize themselves; (hoe zouden de Atlantische naties zich moeten organiseren)
    - attitudes towards relations with the Communist countries including China. (houdingen ten opzichte van relaties met Communistische landen inclusief China)

  - military: (militair)
    - NATO strategy; (NAVO strategie)
    - sharing of responsibility for nuclear deterrent. (delen van verantwoordelijkheid voor nucleaire dreiging)

  - economic: (economisch)
    - recent developments in the Common Market notably in relation to agriculture and their impact; (recente ontwikkelingen in de Gemeenschappelijke markt met name in relatie tot landbouw en de impact hiervan)
    - UN Conference on trade and development, GATT/Kennedy Round; (VN Conferentie over handel en ontwikkeling, GATT/Kennedy-ronde)
    - International Finance: (Internationale Financiën:)
      - balance of payments adjustment and capital markets; (balans van uitgaven, adjustments en kapitaalmarkt)
      - liquidity and further evolution of the international monetary structure. (liquidatie en verdere evolutie van de internationale monetaire structuur)

    - East-West trade: (Oost-West handel)
      - trade with the USSR and European satellites; (handel met de USSR en Europese satellietstaten)
      - trade with Communist China and Cuba; (handel met Communistisch China en Cuba)
      - trading rules and restrictions of credits; (handelsregels en beperkingen van kredieten)
      - coordination of Atlantic Community policy. (coördinatie van het beleid van de Atlantische Gemeenschap)

## Deelnemers
- Nederland - Prins Bernhard, prins-gemaal, Nederland, voorzitter conferentie
- Nederland - Ernst van der Beugel, Nederlands emeritus hoogleraar Internationale Betrekkingen RU Leiden, secretaris conferentie
- Nederland - Paul Rijkens, president Unilever, penningmeester conferentie
- Verenigde Staten - Joseph E. Johnson, president, Carnegie Endowment for International Peace, secretaris-generaal conferentie
- Verenigde Staten - Arnold Lamping, voormalig ambassadeur, Deputy Secretary General for Europe.
- Verenigde Staten - Dean Acheson, voormalig Amerikaans minister van Buitenlandse Zaken
- Italië - Gianni Agnelli, bestuurder bij FIAT
- Verenigde Staten - George Ball, Amerikaans onderminister van Buitenlandse Zaken
- Frankrijk - Jacques Baumel, Frans senator, secretaris-generaal van de Union pour la Nouvelle République
- Frankrijk - Wilfrid Baumgartner, voormalig Frans minister van Financiën
- Zweden - Henrik Beer, secretaris-generaal van de League of Red Cross Societies, International.
- Verenigd Koninkrijk - Frederic Bennet, Brits parlementslid
- Duitsland - Max Brauer, voormalig burgemeester van Hamburg en parlementslid
- Verenigd Koninkrijk - Alastair Buchan, directeur van het International Institute for Strategic Studies.
- Verenigde Staten - McGeorge Bundy, Special Assistant to the President for National Security Affairs
- Verenigde Staten - Louis Cabot, president, Cabot Corp.
- Verenigde Staten - Walker Cisler, industrialist
- Verenigde Staten - Emilio Collado, vicepresident, Standard Oil Co. (New Jersey)
- Verenigde Staten - Arthur Dean, internationaal jurist en diplomaat
- Frankrijk - Gaston Defferr, burgemeester van Marseille, parlementslid
- Canada - Duncan James, directeur
- Verenigd Koninkrijk - Dundee, Lord, Minister of State for Foreign Affairs.
- Duitsland - Fritz Erier, Duits parlementslid
- Verenigde Staten - Gerald Ford, lid van het Amerikaanse Huis van Afgevaardigden
- Verenigde Staten - J. William Fulbright, Amerikaans senator
- Frankrijk - Pierre Gallois, generaal, specialist in nucleaire problemen
- Canada - Anthony Griffin, bankier.
- Verenigd Koninkrijk - Sir Colin Gubbins, industrialist.
- Denemarken - Per Hækkerup, Deens minister van Buitenlandse Zaken
- Verenigde Staten - Gabriel Hague, president Manufacturers Hanover Trust Co.
- Verenigd Koninkrijk - Denis Healey, parlementslid voor de Labour Party, woordvoerder op het gebied van Defensie
- Canada - Arnold Heeney, voormalig Canadees ambassadeur in de Verenigde Staten, voorzitter van de International Joint Commission on Water Resources
- Verenigde Staten - Henry John Heinz II, bestuursvoorzitter van Heinz Co.
- Verenigde Staten - Christian Herter, voormalig minister van Buitenlandse Zaken, United States Trade Representative
- Noorwegen - Leif Høegh, reder
- Verenigde Staten - Chet Holifield, lid van het Amerikaanse Huis van Afgevaardigden
- Verenigde Staten - Charles D. Jackson, senior vice president, Time, Inc.
- Verenigde Staten - Henry Jackson, Amerikaans senator
- Verenigde Staten - Jacob Javits, Amerikaans senator
- Verenigd Koninkrijk - Lord Jellicoe, First Lord of the Admiralty.
- België - Nicolas Kerchove d'Ousseighem, assistant aan École des Sciences politiques et sociales.
- Verenigde Staten - Henry Kissinger, professor, associate, Harvard University Center for International Affairs
- Nederland - Eelco van Kleffens, vertegenwoordiger van de Europese Gemeenschap voor Kolen en Staa in het Verenigd Koninkrijk
- Denemarken - Harald Kundtzon, bestuurder van "Den Danske Landmandsbank".
- Nederland - Max Kohnstamm, vicepresident van het Comité d'Action pour les États Unis d'Europe
- Verenigde Staten - Herman de Koster, president, Federation of Netherlands Industries
- Denemarken - Ole Bjørn Kraft, voormalig Deens minister van Buitenlandse Zaken, parlementslid
- Duitsland - Hans Krapf, medewerker van het Duitse ministerie van Buitenlandse Zaken
- Duitsland - Knut von Kühlmann-Stumm, parlementslid, fractievoorzitter van de FDP
- Frankrijk - Christian de la Malene, parlementslid, lid van het Europees Parlement
- Italië - Ugo La Malfa, parlementslid
- Canada - Maurice Lamontagne, President of the Queen's Privy Council for Canada.
- Noorwegen - Halvard Lange, Noors minister van Buitenlandse Zaken
- Nederland - Jonkheer Emilie van Lennep, Chairman Monetary Committee EEC, Chairman, Working Party 3 OECD, International.
- Verenigde Staten - Frank Lindsay, president of Itek
- Frankrijk - Jean de Lipkowski, diplomaat, parlementslid, lid van het Europees Parlement
- Verenigde Staten - Lawrence Litchfield, bestuursvoorzitter bij Aluminum Co. of America
- Italië - Ettore Lolli,  bestuurder bij de Banca Nazionale del Lavoro
- Nederland - Joseph Luns, Nederlands minister van Buitenlandse Zaken
- Duitsland - Ernst Majonica, parlementslid
- Italië - Franco Maria Malfatti, staatssecretaris bij het ministerie van Industrie en Handel
- Nederland - Sicco Mansholt, Eurocommissaris voor Landbouwbeleid.
- Verenigde Staten - John J. McCloy, jurist, diplomaat, voorzitter van de Council on Foreign Relations
- Verenigde Staten - George C. McGhee, ambassadeur van de Verenigde Staten in West-Duitsland
- Nederland - Jo Meynen, bestuurder bij de Algemene Kunstzijde Unie
- Verenigde Staten - Robert Murphy, president, Corning Glass International
- Verenigde Staten - George Nebolsine, internationaal jurist
- Finland - Johan Nykopp, voormalig ambassadeur, president of Tampella.
- Canada - Lester Bowles Pearson, premier van Canada, winnaar van de Nobelprijs voor de Vrede in 1957
- Italië - Aurelio Peccel, bestuurder bij Ital-consult.
- Frankrijk - Antoine Pinay, voormalig premier van Frankrijk.
- Verenigde Staten - David Rockefeller president van de Chase Manhattan Bank
- Verenigd Koninkrijk - Sir Eric Roll, Economic Minister at the British Embassy to the United States, head of the United Kingdom Treasury and Supply Delegation.
- Italië - Giovanni Battista Scaglia, Italiaans parlementslid
- Duitsland - Carlo Schmid, parlementslid, vicevoorzitter van de Bondsdag
- Frankrijk - Pierre-Paul Schweitzer, bestuurder bij het Internationaal Monetair Fonds
- Verenigde Staten - Marshall Shulman, research associate, Russian Research Center, Harvard University, professor of international politics, Fletcher School of Law and Diplomacy
- Verenigde Staten - H. Page Smith, Supreme Allied Commander, Atlantic (NATO), International.
- België - Jean-Charles Snoy et d'Oppuers, directeur van de "Compagnie d'Outremer pour l'Industrie et la Finance"
- Duitsland - Hans Speidel, president van de Stiftung Wissenschaft und Politik
- Verenigd Koninkrijk - Michael Stewart, parlementslid
- Nederland - Dirk Stikker, voormalig secretaris-generaal van de NAVO
- Verenigde Staten - Shepard Stone, Director of International Affairs bij de Ford Foundation
- Denemarken - Terkel Terkelsen, chief editor.
- Zwitserland - Victor Umbricht, voormalig diplomaat, bestuurder bij CIBA Corp., New York.
- Italië - Paolo Vittorelli, Italiaans senator.
- Zweden - Marc Wallenberg, voorzitter van de Federation of Swedish Industries
- Duitsland - Ludger Westrick, minister, Bundeskanzleramt.
- Canada - Robert Winters, ondernemer.
- Duitsland - Otto Wolff von Amerongen, ondernemer.
- Verenigde Staten - Walter Wriston, bestuurder bij de First National City Bank
- Verenigd Koninkrijk - Eric Wyndham White, secretaris bij de GATT

1954 ·
1955 (1) ·
1955 (2) ·
1956 ·
1957 (1) ·
1957 (2) ·
1958 ·
1959 ·
1960 ·
1961 ·
1962 ·
1963 ·
1964 ·
1965 ·
1966 ·
1967 ·
1968 ·
1969 ·
1970 ·
1971 ·
1972 ·
1973 ·
1974 ·
1975 ·
(1976) ·
1977 ·
1978 ·
1979 ·
1980 ·
1981 ·
1982 ·
1983 ·
1984 ·
1985 ·
1986 ·
1987 ·
1988 ·
1989 ·
1990 ·
1991 ·
1992 ·
1993 ·
1994 ·
1995 ·
1996 ·
1997 ·
1998 ·
1999 ·
2000 ·
2001 ·
2002 ·
2003 ·
2004 ·
2005 ·
2006 ·
2007 ·
2008 ·
2009 ·
2010 ·
2011 ·
2012 ·
2013 ·
2014 ·
2015 ·
2016 ·
2017 ·
2018 ·
2019 ·
2020 ·
2021 ·
2022 ·
2023